# Stardust (musikalbum av Yung Lean)
Stardust är det fjärde mixtapet av den svenska artisten Yung Lean. Albumet utgavs den 7 april 2022 av World Affairs. Låtarna i albumet producerades av Art Dealer, Fredrik Okazaki, Lusi, Ssaliva, Yung Sherman och Woesum.
Albumet nominerades till årets hiphop på Grammisgalan 2023.

## Låtlista
Alla låtar är skrivna och komponerade av Yung Lean. 
| Nr           | Titel                                             | Producent(er)                                   | Längd |
| ------------ | ------------------------------------------------- | ----------------------------------------------- | ----- |
| 1.           | Bliss (feat. FKA twigs)                           | Fredrik Okazaki                                 | 2:51  |
| 2.           | Trip                                              | Art Dealer Woesum Fredrik Okazaki               | 2:58  |
| 3.           | Gold                                              | Fredrik Okazaki Whitearmor Woesum               | 1:51  |
| 4.           | Starz2theRainbow (feat. Thaiboy Digital)          | Ssaliva Fredrik Okazaki                         | 3:48  |
| 5.           | All the things                                    | Woesum Whitearmor Jack Donoghue Fredrik Okazaki | 2:54  |
| 6.           | Lips (feat. Skrillex)                             | Skrillex Fredrik Okazaki                        | 2:37  |
| 7.           | Paradise Lost (feat. Ant Wan)                     | Fredrik Okazaki Ssaliva                         | 3:47  |
| 8.           | SummerTime Blood (feat. Bladee, Skrillex, Ecco2K) | Fredrik Okazaki Skrillex                        | 3:02  |
| 9.           | Nobody else                                       | Yung Sherman Woesum Fredrik Okazaki             | 2:37  |
| 10.          | Waterfall                                         | Ssaliva Fredrik Okazaki                         | 4:30  |
| 11.          | Letting it all go                                 | Lusi Fredrik Okazaki                            | 3:31  |
| 12.          | Visions (Outro)                                   | Ssaliva Fredrik Okazaki                         | 2:04  |
| Total längd: | Total längd:                                      | Total längd:                                    | 35:31 |